# 上海科学教育电影制片厂
上海科学教育电影制片厂，简称上海科影厂、科影厂，是中华人民共和国的一家科教片生产机构，1953年2月在上海市成立。

## 历史沿革
1952年，北京电影制片厂科教片组成立。1953年2月，迁至上海，成立科学教育电影制片厂，其编辑室留在北京。1957年编辑室亦迁至上海，改为现名。
2019年被上海东方明珠实业发展有限公司收购。

## 历任厂长
- 洪林
- 羽奇
- 徐志义
- 陈锡强
- 储敏达
- 穆端正
- 徐杰